# Adrian Smith (arquitecte)

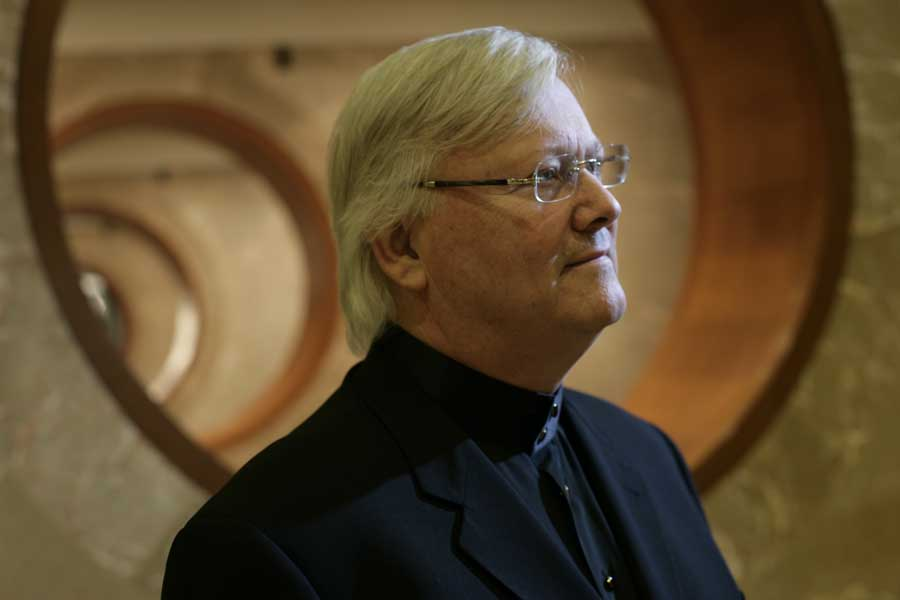
Adrian Smith

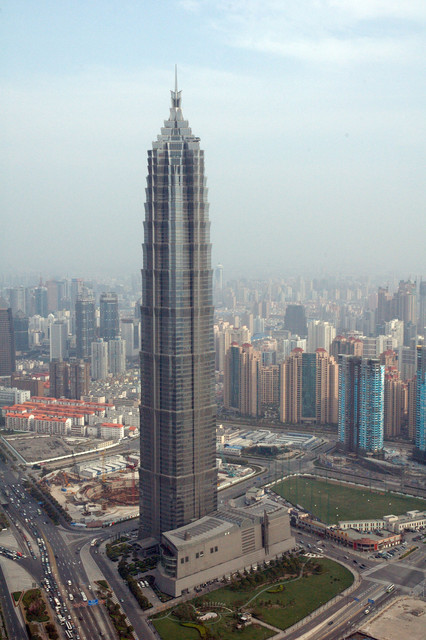
La torre Jin Mao de Xangai.

Adrian D. Smith (Chicago, Illinois, 19 d'agost del 1944) és un arquitecte nord-americà que s'ha especialitzat en el disseny de gratacels, com ara el Franklin Center (Chicago, 1989), la torre Jin Mao (Xangai, 1999), la Trump Tower (Chicago, 2009) o el Burj Khalifa (Dubai, 2010), que és l'edifici més alt del món. Des de 2010 construeix a Jiddah a l'Aràbia Saudita el que hauria d'esdevenir nou edifici més alt del món, la Jeddah Tower.